# Big Spring (Texas)
Big Spring je město v okrese Howard County ve státě Texas ve Spojených státech amerických. Je 140. největším městem v Texasu. V minulosti neslo město název Big Springs.
V roce 2020 zde žilo 26 144 obyvatel. S celkovou rozlohou 49,7 km² byla hustota zalidnění 509,8 obyvatel na km².